# Maria Eufrasia Iaconis

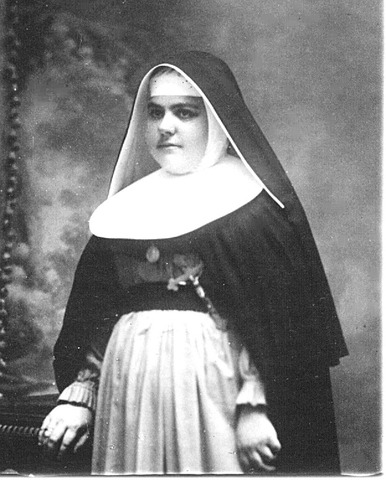
Mutter Eufrasia Iaconis, um 1890

Maria Eufrasia Iaconis (* 18. November 1867 in Casino; † 2. August 1916 in Buenos Aires) war eine römisch-katholische Ordensfrau in der Kongregation der Töchter der Unbefleckten Empfängnis von Buenos Aires. Der Seligsprechungsprozess für sie wurde im Jahr 2001 eröffnet.

## Leben
Mutter Eufrasia Iaconis wurde am 18. November 1867 in Casino, dem heutigen Castelsilano (Provinz Crotone) geboren. Ihre Eltern waren Luigi Antonio Iaconis und Maria Antonia Spina. Ein paar Tage nach ihrer Geburt wurde sie am 27. November in der Pfarrkirche auf den Namen Maria Giuseppa Amalia Sofia getauft.
In den Jahren 1877 und 1878 gründete ihre Tante, Mutter Maria Fabiano, eine religiöse Schwesterngemeinschaft mit dem Namen „Barmherzige Schwestern, Töchter der Unbefleckten Empfängnis“. Die junge Sofia, die ihr Leben dem Dienst an Gott und ihren Nächste  widmen wollte, bat später um Aufnahme in die Gemeinschaft. Ihre Bitte wurde ihr erfüllt und am 16. Juli 1886, dem Fest der Jungfrau vom Berge Karmel, konnte sie in das Noviziat eintreten. Im Jahr 1887 zog Schwester Eufrasia, wie Sofia im Orden nun hieß, mit dem Konvent nach Rom um. Am 16. Juli 1888 legte sie ihre zeitliche Profess ab. Am 1. Januar 1889 wurde sie zur Oberin des Konvents in Rom bestimmt. Dieses Amt hatte sie bis 1893 inne, bis sie ausgewählt wurde, eine neue Niederlassung in Argentinien zu gründen. Mutter Fabiano war gebeten worden, ein paar Schwestern nach Buenos Aires zu schicken, die sich um emigrierte Patienten im italienischen Krankenhaus kümmern sollten.
Mutter Eufrasia wurde zur Provinzoberin ernannt, bevor sie am 2. August 1893 zusammen mit sieben weiteren Schwestern von Genua aus in See stach. Am 6. September 1893 kamen die Schwestern in Buenos Aires an und gründeten ihre Niederlassung. Dieser folgten bis 1899 fünf weitere Niederlassungen in Argentinien.
Die Kongregation der Schwestern wurde im Jahr 1900 einer Apostolischen Visitation unterzogen, nachdem es anonyme Vorwürfe gegen Mutter Fabiano gab. Im Jahr 1901 wurde Mutter Eufrasia nach Rom zurückgerufen. Die Gemeinschaft dort sollte per Dekret vom Heiligen Offizium aufgelöst werden und es wurde gehofft, dass Mutter Eufrasia die Probleme lösen könnte. Sie konnte aber lediglich erreichen, dass die Konvente in Argentinien von der Auflösung ausgenommen wurden. Sie erhielt die Genehmigung, die Kongregation in Argentinien neu zu organisieren.
Mutter Eufrasia kehrte nach Argentinien zurück und gründete mit den dortigen Schwestern eine neue Kongregation, die „Töchter der göttlichen Mutter“. Gemeinsam mit ihren Mitschwestern legte sie die zeitliche Profess in der neuen Gemeinschaft ab. Der Erzbischof von Buenos Aires, Mariano Antonio Espinosa, gewährte der neuen Gemeinschaft am 24. September 1904 die bischöfliche Anerkennung und ernannte Mutter Eufrasia zur Generaloberin. Am 17. Dezember 1904 erhielt Mutter Eufrasia die Genehmigung, die Gemeinschaft wieder in „Töchter der Unbefleckten Empfängnis von Buenos Aires“ umzubenennen. 1906 legten die Schwestern die ewige Profess ab. Das Generalkapitel im Jahr 1908 bestätigte Mutter Eufrasia im Amt der Generaloberin.
Im Jahr 1911 beschloss Mutter Eufrasia, ein Noviziat in Italien einzurichten, da in Argentinien kaum Nachwuchs in die Gemeinschaft eintrat. Am 8. Juni erreichte sie Genua und nach einigen Versuchen eine Diözese für das Noviziat zu finden, wurde sie vom Bischof von Mailand empfangen, der ihr die Erlaubnis gab. Im Oktober konnte sie ein Grundstück in der Via Elba in Mailand erwerben. Dort wurden das Noviziat und eine Schule, die von den Schwestern geleitet wurde, am 28. September 1913 von Kardinal Andrea Ferrari, dem Mailänder Erzbischof, eröffnet.
Im Juni 1914 konnte Mutte Eufrasia nach einer weiteren Reise nach Mailand zusammen mit den ersten sechs Novizinnen, die in Mailand ausgebildet worden waren, nach Argentinien zurückkehren. 1915 wurde sie in ihrem Amt als Generaloberin bestätigt.
Nach einer Krebserkrankung starb Mutter Eufrasia im Alter von 48 Jahren am 2. August 1916 im Pirovano-Krankenhaus in Buenos Aires.
Zwei Tage später wurde sie auf dem Friedhof von Chacarita beigesetzt.
Im Jahr 1996 wurden ihre sterblichen Überreste in die Kapelle des Mutterhauses der Kongregation übertragen.

## Seligsprechungsprozess
Der Seligsprechungsprozess wurde im Jahr 2001 unter dem Erzbischof von Buenos Aires, Jorge Mario Bergoglio, dem heutigen Papst Franziskus, eröffnet. Am 2. August 2012 wurde der Prozess auf Diözesanebene abgeschlossen und am 12. September 2012 wurden die Akten an die Kongregation für die Selig- und Heiligsprechungsprozesse in Rom übergeben. Papst Franziskus erkannte ihr am 13. Mai 2019 den heroischen Tugendgrad zu.